# Liste musikalischer Besetzungsformen
In der Musik gibt es verschiedene Besetzungen (Musikgruppentyp) für Musikstücke. Man unterscheidet zwischen vokalen Besetzungen und instrumentalen Besetzungen. Die meisten sind hier aufgeführt.

## Vokale Besetzungen
- Chor
  - Integrative Kantorei (gemischter Chor mit Instrumenten)
  - gleichstimmiger Chor
  - gemischter Chor
  - Kammerchor
  - Großchor
- Solo
- Duett/Duo
- Terzett
- Vokalquartett
- Quintett
- Sextett
- Septett
- Oktett/Doppelquartett
- Nonett
- Dezett
- vokales Ensemble

## Instrumentale Besetzungen
- Orchester
  - klassisches Orchester
  - Big Band
  - Ein-Mann-Orchester
  - Blasorchester
  - Salonorchester
  - Kammerorchester
  - Posaunenchor
- Solo
- Duett/Duo
- Trio
  - Streichtrio
  - Bläsertrio
- Quartett
  - Klavierquartett
  - Flötenquartett
  - Streichquartett
  - Bläserquartette
- Quintett
  - Streichquintett
  - Klavierquintett
  - Holzbläserquintett
  - Blechbläserquintett
- Sextett
- Septett
- Oktett/Doppelquartett
  - Doppelstreichquartett
- Nonett
- Dezett
- instrumentales Ensemble
  - Posaunentrio
  - alle Arten von Bands